# Cincinnati Art Museum

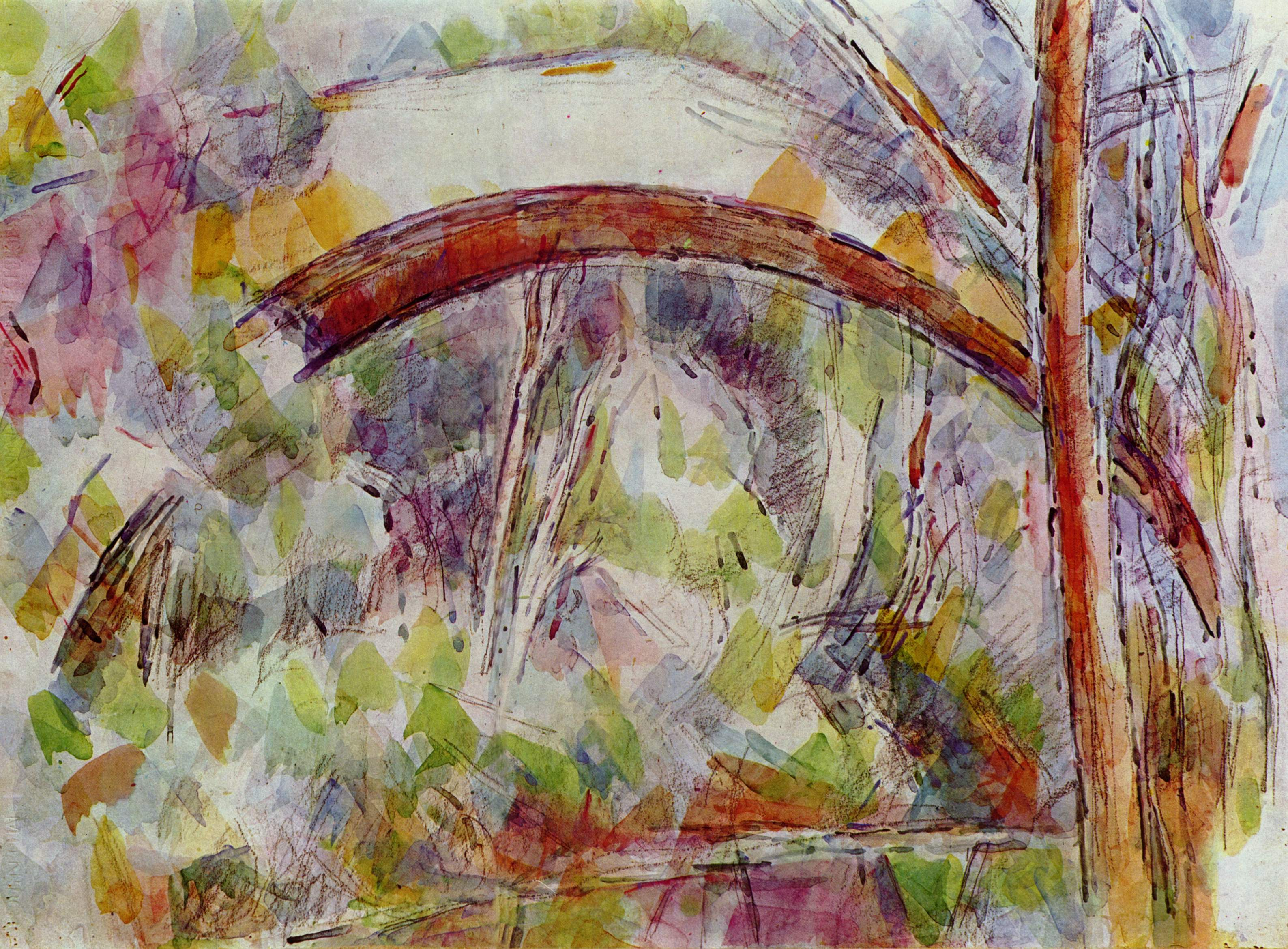
Paul Cézanne, Fiume vicino al Ponte delle tre fonti

Il Cincinnati Art Museum si trova a Cincinnati ed è uno dei primi musei degli Stati Uniti. Costruito nel 1881, fu il primo museo dedicato alle arti ad essere costruito a ovest dei Monti Allegheny. Le sue collezioni comprendono più di 60.000 pezzi, che spaziano nell'arte americana, europea e asiatica, facendone uno dei più importanti del Mid-West americano.

## Storia
In seguito al successo della Centennial Exhibition di Philadelphia del 1876, la Women's Art Museum Association di Cincinnati decise di importare un'istituzione simile nella propria regione, per il beneficio dell'economia e della cultura locale. Nel 1881 venne fondata una nuova società per creare un museo d'arte, che aprì infine i battenti nel 1886, in un edificio neoromanico di James McLaughlin. Grazie alle donazioni di cittadini illustri, il museo raccolse presto circa 10.000 pezzi, che richiesero una prima espansione della sede espositiva, completata nel 1907, mentre nel 1930 vennero costruite altre due ali, che originarono una sorta di cortile interno. Gli anni quaranta e cinquanta videro varie ristrutturazioni, mentre nel 1965 venne completata l'ala Adams-Emery per i servizi accessori alle gallerie.
Un grande restauro dell'edificio si ebbe nel 1933, per la spesa di 13 milioni di dollari, e nel 2003 venne completata una nuova ala, detta Cincinnati Wing, per gli artisti della locale scuola artistica, come Frank Duveneck, Rookwood Pottery, Robert Scott Duncanson e Mitchell and Rammelsberg.
Dal 17 maggio 2007, grazie al sostegno della Lois and Richard Rosenthal Foundation, l'ammissione è diventata gratuita per tutti.

## Opere principali
- Andrea Mantegna, Sibilla e profeta, 1495 circa
- Matteo di Giovanni, Madonna col Bambino tra i santi Antonio da Padova e Nicola da Tolentino
- Lucas Cranach il Vecchio, Sant'Elena con la croce, 1525
- Tiziano, Ritratto di Filippo II, 1550-1551
- Peter Paul Rubens, Sansone e Dalila, 1609 circa
- Frans Hals, Ritratto di famiglia olandese, 1635 circa
- Bernardo Strozzi, Davide taglia la testa di Golia, 1636 circa
- Guercino, Marte con Cupido, 1649
- Giovanni Battista Tiepolo, San Carlo Borromeo, 1767-1769
- Hiram Powers, Eva sconsolata, 1872-1877